# Behgjet Pacolli
Behgjet Pacolli (Pristina, 30 agosto 1951) è un imprenditore e politico kosovaro con cittadinanza svizzera; è considerato l'uomo di origini albanesi più ricco del mondo.

## Biografia

### Studi e vita privata
È un kosovaro di etnia albanese e dal 1992 ha la cittadinanza svizzera. Era il secondo di dieci figli e crebbe, come la maggior parte della popolazione kosovara di quegli anni, in una campagna segnata dalla povertà.
Negli anni ‘70 emigra in Germania, ad Amburgo, dove consegue la laurea in economia con una specializzazione in marketing e management. Nel 1974 svolge il servizio militare nell'esercito jugoslavo e ritorna in Kosovo. Nel 1976 si trasferisce in Svizzera e trova lavoro presso una società di quel paese con cui aveva stabilito contatti a Mosca, diventa uno dei top manager di Interplastica Engineering and Trading, una società di impiantistica che collabora con i paesi del blocco sovietico.
Nel 1990 fonda, insieme a Max Gygax la Mabetex Project Engineering, società di costruzioni e ingegneria civile con sede a Lugano, oggi trasformatasi un importante gruppo d'affari che ha esteso le proprie attività al settore delle assicurazioni, dei media, dell'edilizia e altri settori, società di cui Behgjet Pacolli è presidente e amministratore delegato.
Nel 1999 sposa, con una vistosa cerimonia, definita dai media in stile Kusturica, presso Villa Magni-Rizzoli a Canzo, la cantante italiana-albanese Anna Oxa, da cui divorziò nel 2002. In seguito si è sposato con la russa Maria (Masha) Sichkova, e ha tre figli e una figlia.

### Carriera imprenditoriale

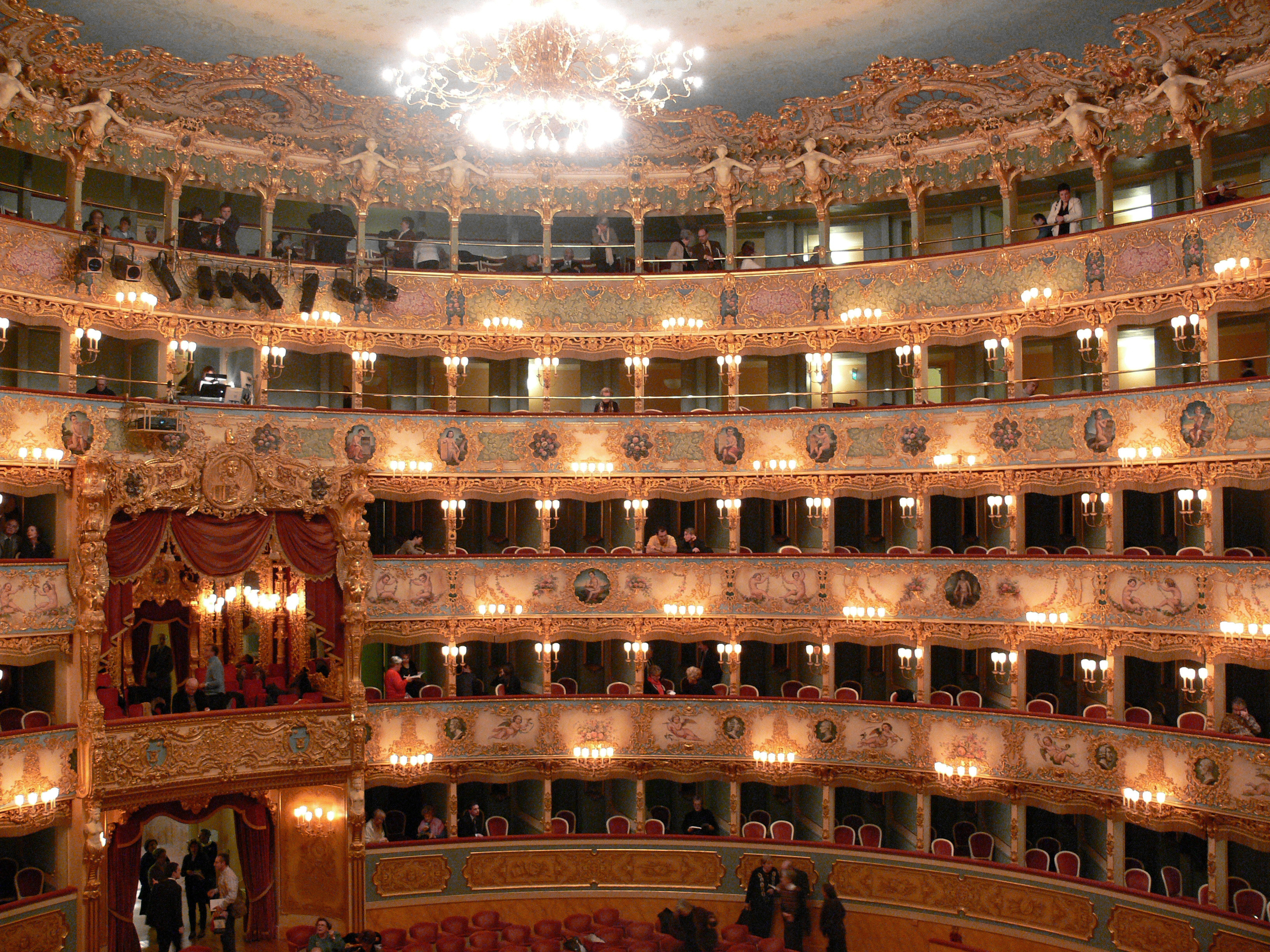
Teatro la Fenice nel 2007

#### Russia
Nel 1992, durante progetti di costruzione nella regione russa della Jacuzia, Pacolli intrattiene una stretta collaborazione con il sindaco di Jakutsk Pavel Borodin. Quando Borodin assume la carica di amministratore delle proprietà presidenziali la Mabetex si aggiudica importati appalti per ricostruire, ristrutturare e ammodernare l'ex Parlamento della Federazione Russa, il Teatro dell'Opera e il Cremlino. Costruisce anche il primo grande hotel di lusso, lo Swiss Diamond Hotel, nella nuova era russa. Nel 1998 il Procuratore Generale della Federazione Russa Yuri Skuratov avvia un'indagine per corruzione contro la società Mabetex accusando personalmente Pacolli di avere corrotto membri della famiglia del presidente Boris Yeltsin, l'inchiesta è stata chiusa senza conseguenze

#### Italia
In Italia il gruppo Mabetex ha partecipato ai lavori preparatori e al progetto di rinnovamento del teatro La Fenice di Venezia che era stato distrutto da un incendio.

#### Kazakistan
Mabetex è stato l'appaltatore generale e lo sviluppatore della Central Concert Hall in Kazakistan e ha svolto un ruolo significativo nella costruzione della nuova capitale Astana. Il gruppo Mabetex è attivo nel settore delle costruzioni del paese e ha costruito quasi il 40% degli edifici nei nuovi distretti di Astana.

### Carriera politica
Behgjet Isa Pacolli è stato Presidente della Repubblica del Kosovo e primo vice premier del governo di Hashim Thaçi, di cui è stato membro fino alla formazione del nuovo governo il 9 dicembre 2014.
Nel ruolo di viceministro degli esteri autoproclamatosi, Pacolli ha continuato a chiedere il riconoscimento ufficiale dell'indipendenza del Kosovo, sostenendo istituzioni e gruppi di sostegno e impegnandosi con governi stranieri, istituzioni e organizzazioni internazionali per la piena indipendenza e il riconoscimento del Kosovo. Secondo i critici, tuttavia, la sua attività di lobbying ha portato benefici non solo al Kosovo ma anche ai propri interessi economici.
Il 17 marzo 2006, Pacolli ha fondato il partito politico Alleanza per un nuovo Kosovo (AKR), che ha partecipato alle elezioni parlamentari del 2007 conquistando il terzo posto. In occasione di queste elezioni ha dichiarato beni per un valore di 420 milioni di euro. Il suo partito è stato accusato di avere legami troppo stretti con l’azienda di sua proprietà. Pacolli è stato eletto deputato del Parlamento del Kosovo e membro del Comitato bilancio e finanze. Con questa carica, è stato uno dei firmatari della dichiarazione di indipendenza del Kosovo del 2008.
Nel 2011, Behgjet Pacolli è stato nominato primo vice premier del Kosovo con delega agli investimenti esteri.
Alle elezioni parlamentari del 2011, ha vinto il partito del primo ministro Hashim Thaçi. Il partito forma una coalizione con il partito AKR di Pacolli, a condizione che quest’ultimo diventi presidente. Pacolli è stato ripetutamente criticato in passato per i suoi presunti rapporti commerciali con il primo ministro Thaçi.
Il 22 febbraio 2011, Behgjet Pacolli viene eletto presidente del Kosovo dal Parlamento nell'ambito di un accordo di condivisione del potere con Hashim Thaçi; una decisione piuttosto controversa all’interno del partito di Thaçi. La maggioranza dei due terzi necessaria viene raggiunta solo al terzo ballottaggio.
Il 30 marzo 2011, la Corte Costituzionale del Kosovo dichiara illegittima l'elezione di Pacolli a Presidente della Repubblica del Kosovo in quanto non conforme alla Costituzione, chiedendone le dimissioni immediate. Secondo la Corte, la decisione dell'Assemblea parlamentare della Repubblica del Kosovo n. 04-V-04 del 22 febbraio 2011 relativa all'elezione del Presidente della Repubblica del Kosovo è incostituzionale e ha cessato di avere efficacia alla data di pubblicazione, ai sensi dell'articolo 116.3 della Costituzione della Repubblica del Kosovo, in quanto viola i requisiti dell'articolo 86 della Costituzione e i principi democratici in essa contenuti.
Pacolli dichiarò di rispettare la decisione della Corte Costituzionale del Kosovo e di non avere intenzione di dimettersi bensì di lasciare l’incarico, come poi ha fatto il 4 aprile 2011. Nicolas Mansfield, direttore dei programmi dello Stato di diritto presso l'East-West Management Institute (EWMI), ha affermato che la Corte costituzionale ha dichiarato incostituzionale l'elezione di Pacolli per due motivi. Secondo la Corte costituzionale, per un'elezione formale è necessario che due candidati si candidino alla presidenza e che almeno 80 deputati (due terzi dei 120 membri) votino per un candidato. Diversi membri della Corte non erano d'accordo con la decisione, in quanto consentirebbe a una piccola minoranza di 41 deputati di ostacolare elezioni costituzionali, il che è incompatibile con la costituzione del Kosovo. In definitiva, il caso Pacolli ha contribuito a una migliore valutazione del Kosovo nella categoria "Quadro giudiziario e indipendenza" nel rapporto "Nations in Transit" del 2012.
Pacolli aveva annunciato di volersi candidare nuovamente alle successive elezioni presidenziali. Ha poi accettato l'elezione di Atifete Jahjaga alla presidenza fino al 2012, quando si sono svolte nuove elezioni presidenziali dirette dopo una riforma costituzionale.
Da settembre 2017 a febbraio 2020, Behgjet Pacolli è stato vice primo ministro e ministro degli Esteri della Repubblica del Kosovo.

### Attività di beneficenza

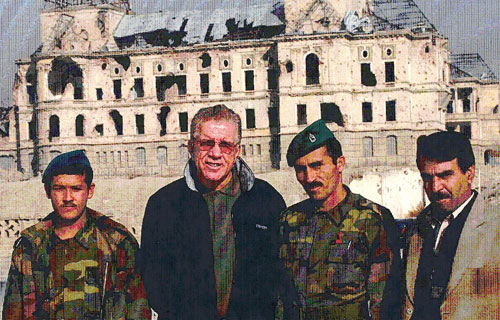
Pacolli è inoltre noto a livello internazionale per il suo lavoro per il rilascio degli ostaggi dell’ONU in Afghanistan.

Nel 2004 furono rapiti a Kabul tre operatori delle Nazioni Unite, Annette Flannigan, Angelito Nayan e la kosovara Shqipe Hebibi, quest'ultima senza rappresentanza, né sostegno esterno. Behgjet Pacolli si recò in Afghanistan dove trascorse un mese lavorando ad intense trattative private per il loro rilascio, di cui gli è stato attribuito il merito.
Due anni più tardi tutta la storia si ripeté quando il cittadino italiano Gabriele Torsello fu rapito in Afghanistan. Behgjet Pacolli fu contattato dai servizi italiani per negoziare la sua liberazione ed ebbe successo.
Nel 1993 Pacolli ha costituito il fondo per l'infanzia "Les Enfants du Sakha" con lo scopo dichiarato di fornire assistenza, cure mediche, istruzione e attività ricreative ai bambini.

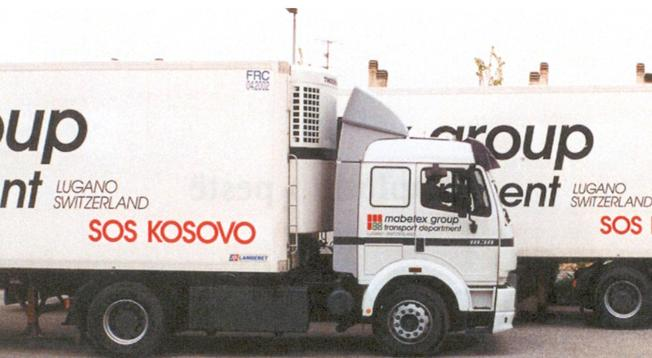
Utilizzando la propria struttura e con l’aiuto dei suoi dipendenti, la Mabetex ha inviato diverse tonnellate di aiuti e beni di prima necessità nei campi profughi dell’Albania e ha aiutato altre istituzioni in Italia e in Svizzera a inviare merci utilizzando suoi camion.

Dopo la fine della guerra ha fondato a Lugano la Fondazione per l'Organizzazione e la Ricostruzione del Kosovo (FORK), attraverso la quale ha inviato aiuti alla provincia. Pacolli ha dato lavoro a diverse migliaia di albanesi kosovari in progetti in tutto il mondo, oltre a costruire alloggi, fornire cibo e aprire scuole per i loro famigliari.
La fondazione umanitaria Behgjet Pacolli ha costruito e ammodernato l'Università americana in Kosovo, a Pristina che ora accoglie studenti di tutto il mondo oltre agli studenti del Kosovo. Inoltre fornisce sostegno finanziario la Fondazione SEED (South East European Development) ed è consigliere internazionale del CSIS (Centre for Strategic and International Studies).
Nel luglio 2010 l'Unione Internazionale per la Pace ha onorato il presidente di Alleanza per un Nuovo Kosovo Behgjet Pacolli con il premio speciale "Cavaliere della Pace". Pacolli è noto per le sue attività umanitarie nei confronti non solo delle genti del Kosovo, ma anche di tanti altri paesi del mondo.

## Onorificenze e riconoscimenti
- : La più alta onorificenza della Federazione Russa
- : Cittadino onorario di Astana, capitale della Repubblica del Kazakistan
- Onorificenza di TMK
- Doctor honoris causa dell'Università Europea di Tirana
- Gusi Peace Prize, Premio per la pace di Gusi, Filippine[48]
- Cavalier del Millennio per la Pace ("Cavaliere della Pace del Millennio") del Centro Nazionale per la pace, Italia
- Ordine di Nderi i Kombit ("Dignità del popolo") del presidente albanese (2015)
- Ordine del presidente kazako Kurmet (2016) per i servizi all'economia, alla scienza, alla cultura, all'istruzione e agli affari sociali
- Medaglia del Presidente kazako “2015 Constitution of Kazakhstan” (2015)
- Il 27 dicembre 2019 Behgjet Pacolli ha ricevuto l'alto premio "Madre Teresa" a Tirana per i suoi servizi dal presidente albanese Ilir Meta.